# Töhötöm
Töhötöm (¿-?) fue uno de los siete jefes tribales húngaros que condujeron a su pueblo en el siglo X hacia Europa desde Asia.

## Biografía
Töhötöm, Tühütüm o según una forma actual también Tétény, fue el jefe de la tribu húngara de los Keszi y uno de los siete caudillos tribales húngaros junto con Előd, Tas, Kond, Ond, Huba, bajo el mando del Príncipe Álmos. 
El historiador húngaro del siglo XX 'György Györffy' supuso que, según un estudio de los nombres de los asentamientos húngaros, el territorio bajo el mando de Töhötöm se pudo haber hallado probablemente al sur de Buda, el cual lo pudo haber heredado tras la muerte del jefe Kurszán y de Árpád, quien era el segundo en importancia en el Principado húngaro.
Según el escritor Anónimo de la crónica medieval Gesta Hungarorum, el nieto de Töhötöm era Gyula, el voivoda de Transilvania, el cual engendrará a Sarolta, la esposa del Gran Príncipe Géza de Hungría, padre del rey San Esteban I de Hungría.